# Tianmen
Tianmen is een stad in de provincie Hubei van China. Tianmen        
telt ruim 1,7 miljoen inwoners en is de zetel van en gelegen in de onderprefectuur Tianmen.